# Sklizeň (film)
Sklizeň (v originále Stadt Land Fluss, tj. Město země řeka) je německý hraný film z roku 2011, který režíroval Benjamin Cantu podle vlastního scénáře. Film popisuje vztah dvou mladíků pracujících v zemědělském družstvu. Snímek měl světovou premiéru na Mezinárodním filmovém festivalu v Berlíně dne 16. února 2011. V ČR byl uveden na filmovém festivalu Mezipatra v roce 2011 pod názvem Sklizeň. Jeho originální název je odvozen od známé slovní hry.

## Děj
Marko je spolu se skupinou učňů na praxi v zemědělském družstvu v osadě Jänickendorf u obce Nuthe-Urstromtal v Braniborsku. Marko je samotář a straní se ostatních spolužáků. Má krátce před závěrečnými zkouškami, ke kterým se ale staví laxně. Jednoho dne do družstva nastoupí brigádník Jacob. Mezi oběma mladíky se velmi pozvolna začne vytvářet vztah. V autě, které stojí opuštěně u stodoly, najde Jacob klíčky od zapalování a navrhne Markovi, aby vyrazili někam na výlet. Ten se tváří neutrálně. Jednoho odpoledne Jacob auto nastartuje a jede k domu, kde bydlí Marko. Ten však není doma, protože byl právě skládat zkoušky. Když se večer vrátí, vyrazí společně do Berlína, kde spolu stráví noc a celý den. Poté se vrátí a dozví se, že Marko složil úspěšně zkoušky.

## Obsazení
| Lukas Steltner     | Marko |
| Kai-Michael Müller | Jacob |

## Ocenění
- Teddy Award: cena čtenářů časopisu Siegessäule „Elza“